# Marjeta Mali
Marjeta Mali (v izvirniku angleško Holly Short) je protagonistka iz serije mladinskih romanov Artemis Fowl.
Je vilinka, ki dela za vilinjo organizacijo LEP-rekon. Z Artemisom Fowlom II. se prvič sreča, ko jo ta ugrabi. Ker vilini plačajo odkupnino zanjo, jo Artemis spusti. Spoprijateljita se v drugi knjigi z naslovom Operacija Arktika. LEP-rekon prosi Artemisa za uslugo, vilinci pa mu morajo v zameno pomagati pri reševanju očeta. Ko Artemis skupaj z Marjeto Mali reši vilinji svet, postaneta prijatelja.